# Hùnkpàmé Itó Izó
Hùnkpàmé Itó Izó foi um templo religioso de matriz africana situado em Aroeiras, foi o primeiro templo religioso a cultuar duas raizes africanas originária da África, de nação  voduns no Jeje-Maí.